# Pasaporte iraní
El pasaporte iraní se emite a los ciudadanos de Irán con el propósito de realizar viajes internacionales. El pasaporte sirve como un comprobante de la ciudadanía iraní. Los pasaportes iraníes son de color burdeos, con el emblema iraní estampado en la parte superior de la portada.
Las palabras "جمهوری اسلامی ایران" (persa) que significan República Islámica de Irán y "گذرنامه" (persa), que significan pasaporte, están inscritas en el lado derecho del escudo de armas. Irán comenzó a emitir pasaportes biométricos diplomáticos y de servicio en julio de 2007. Los pasaportes biométricos ordinarios comenzaron a expedirse el 20 de febrero de 2011. Estos pasaportes contienen 32 páginas. Los pasaportes de 2014 tienen 16 páginas.
En el interior de la contraportada, los pasaportes iraníes llevan la inscripción: "El titular de este pasaporte no tiene derecho a viajar a Palestina ocupada", en referencia a Israel.
En el pasado, antes de la Revolución iraní de 1979, los pasaportes emitidos por la Dinastía Pahlaví eran visualmente diferentes, con la inscripción "Imperio de Irán". Además, contaba con traducción al francés, en lugar del inglés.

## Página de información de identidad
El pasaporte iraní incluye los siguientes datos:
- Firma del titular / امضا دارنده گذرنامه
- País de residencia / کشور محل اقامت
- Lugar de emisión / محل صدور پاسپورت (El lugar exacto de emisión del pasaporte)
- مدرک صدور گذرنامه (Un código de ocho dígitos que muestra el número del pasaporte)
- Nombre y cargo de la autoridad emisora / نام و سمت صادر کننده
- ملاحظات (No existe en los pasaportes emitidos dentro de las fronteras del país. Indica la última hora exacta de salida legal de Irán).
- Tipo ('P' de pasaporte)
- Código del país (IRN)
- Número del pasaporte
- شماره ملی (Número de identificación nacional)
- Apellido / نام خانوادگی
- Nombre / نام
- Nombre del padre / نام پدر
- Fecha y lugar de nacimiento / تاریخ و محل تولد
- Sexo / جنسیت
- Fecha de emisión / تاریخ صدور
- Fecha de vencimiento / تاریخ انقضا
- شماره شناسنامه [ya sea el antiguo número del certificado de nacimiento (para aquellos que nacieron antes de 1990), o una repetición del DNI.]

### Número del pasaporte
El número del pasaporte es aquel que identifica de forma única al pasaporte. Este número cambia cada vez que se emite un nuevo pasaporte, y el número del pasaporte anterior se indica como referencia en la última página del nuevo pasaporte.
El número del pasaporte es alfanumérico, con una letra seguida de un número de ocho dígitos, por ejemplo, A00000000.

### Número de identidad
El número de identidad nacional iraní es un número único de 10 dígitos asignado a cada ciudadano de Irán. Se utiliza principalmente como confirmación de identidad. El número único tiene el siguiente formato:
```
XXX-AAAAAA-C
```

- Los primeros tres dígitos son el código numérico que indica el estado de nacimiento.
- Los siguientes seis dígitos son números generados aleatoriamente.
- Y el último dígito se conoce como el número de cheque o control.

El número de control se calcula a partir de los 9 dígitos anteriores. Sirve para verificar si el número de identificación es válido.

## Idiomas
Todos los elementos del pasaporte se muestran en persa y en inglés.

## Restricciones de viaje
La República Islámica de Irán no reconoce ni tiene relaciones diplomáticas con el Estado de Israel, por lo que las personas que utilizan un pasaporte iraní no pueden viajar a Israel según la ley iraní (aunque el propio Israel sí admite a los iraníes que posean un visado). En el interior de la contraportada, los pasaportes iraníes llevan la inscripción: "El titular de este pasaporte no tiene derecho a viajar a Palestina ocupada", en referencia a Israel.

## Requisitos de visado para los ciudadanos iraníes
En febrero de 2020, los ciudadanos iraníes tenían acceso sin visado o con visado a la llegada a 41 países y territorios, lo que ubica al pasaporte iraní en el puesto 98 en términos de libertad de viaje según el índice de pasaportes Henley.
El expresidente estadounidense Donald Trump negó temporalmente la entrada a los iraníes a principios de 2017 como parte de las restricciones de viaje añadidas por Trump. Finalmente, se permitieron exenciones para visados académicas, así como de funcionarios consulares, antes de que el sucesor de Trump, Joe Biden, las levantara por completo al asumir el cargo en 2021.

## Historia

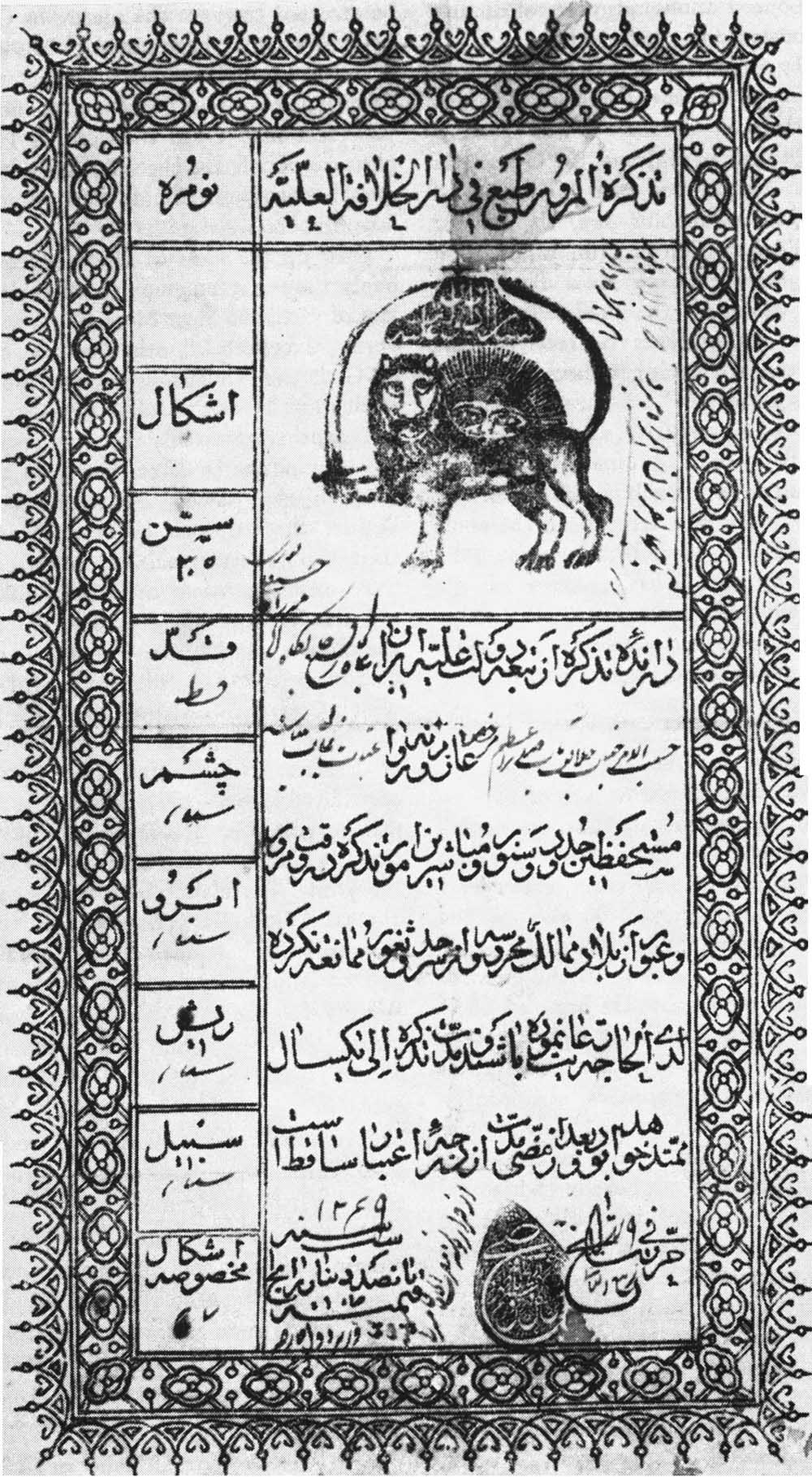
Pasaporte persa de 1892.

El primer pasaporte persa se emitió durante el reinado de Nasereddin Shah, alrededor de 1885. Solía llamarse 'Tazkereh-ye Safar' (Documento de viaje) y el texto estaba íntegramente en persa. Durante el reinado de Ahmad Shah (principios del siglo XX) se añadió la información del pasaporte en francés, además del persa. Después de 1935, el título del pasaporte cambió a "Imperio de Irán".